# Българска комунистическа партия
Вижте пояснителната страница за други значения на Българска комунистическа партия.
Българската комунистическа партия (съкратено БКП) е политическа партия в България, която управлява страната в периода от 1944 г. до 1990 г.
Партията е основана през 1919 г. като наследник на БРСДП (т.с.), приемайки името БКП (тесни социалисти). По-късно добавката „(тесни социалисти)“ е премахната, като остава само Българска комунистическа партия. На 3 април 1990 г. БКП се преименува на Българска социалистическа партия (БСП), като къса с комунистическото си минало и се обявява за социалдемократическа партия.  Част от несъгласните с това решение активисти, основават няколко малки комунистически формации с претенции, че са наследници на БКП.
Висш орган на БКП е конгресът. За ръководство на политическата и организационната работа между пленумите Централният комитет избира политбюро и секретариат.

## История

### Предистория
Основите на организираното българско социалистическо и социалдемократическо движение се полагат на 20 юли 1891 г. на Бузлуджанския конгрес, когато е създадена Българска социалдемократическа партия. През 1894 г. тя се обединява с Българския социалдемократически съюз в Българска работническа социалдемократическа партия.
През 1903 г. партията се разделя по идеологически признак на БРСДП „тесни социалисти“ и БРСДП „широки социалисти“, като и двете нови партии официално запазват името БРСДП.
Между 1910 и 1923 година тесните социалисти (по-късно: БКП (т.с.)) на няколко пъти печелят общински избори. Тези мандати са наричани от партийната пропаганда „общински комуни“ и са разглеждани като средство за демонстриране на програмата за местно управление на партията – въвеждане на подоходен данък, освобождаване от данъци по бедност, обществени строежи, откриване на обществени работилници, материално подпомагане на безработни и други.

### Опозиция на властта (1919 – 1944)
Партията е основана през 1919 г. като наследник на БРСДП (т.с.), приемайки името „БКП (тесни социалисти)“. През 1919 г. Българската работническа социалдемократическа партия (тесни социалисти) приема линията на Владимир Ленин и оглавяваната от него Руска комунистическа партия (болшевики) и приема името Българска комунистическа партия (тесни социалисти). Официално това става на 28 май на конгрес в София. Така е създадена нов тип организация, основана на различни методи и принципи, възприемайки курса на постоянна въоръжена борба. Все пак фактът, че партията запазва в названието пояснението „тесни социалисти“, показва силните позиции в нея на Димитър Благоев и старите дейци на социалдемокрацията в България. Благоев и привържениците му до последно не възприемат ленинизма и се придържат към марксистки позиции. На 1-вия конгрес на БКП (т.с.) се появява и групата на левите комунисти в партията, която впоследствие изиграва сериозна роля при развитието ѝ.
На изборите през август 1919 г. БКП (т.с.) получава 18% от гласовете и 47 места в парламента, но отказва да участва в коалиционно правителство с Българския земеделски народен съюз. На местните избори през декември партията печели 140 хиляди гласа и около 2500 места в общинските съвети, като има мнозинство в 22 градски и 65 селски общини. На парламентарните избори през март 1920 г. партията има най-големия си изборен успех, преди установяването на комунистическия режим.
На подписания от членовете на партията Димитър Благоев, Васил Коларов, Христо Кабакчиев, Георги Димитров, Тодор Луканов, Никола Пенев и Тодор Кирков манифест на Първата балканска конференция по положението в света от 15 януари 1920 г. се заявява за безмилостното разпокъсване на българският народ и чуждото робство, под което се намират негови компактни части в Македония, Тракия и Добруджа.
До 1923 г. БКП (т.с.) израства като сериозна политическа сила. На няколко последователни изборни кампании печели най-много гласове след БЗНС. В навечерието на Деветоюнския преврат партията има над 38 000 членове. Свързаните с нея организации също имат внушителна членска маса: ОРСС – около 30 000 души, БКМС – около 14 000 души, кооперация „Освобождение“ – около 80 000 души.
Израстването ѝ като сила я противопоставя както на традиционните буржоазни партии, така и на управляващия в периода 1919 – 1923 г. Български земеделски народен съюз. Отношенията с БЗНС се влошават след организирането от БКП на Транспортната стачка през 1919 – 1920 г. и нейния разгром от Оранжевата гвардия. Създадена е Военна организация на БКП, която има за цел да подготвя партията за въоръжено противопоставяне на властта.
През 1922 г. връзките с БЗНС се възстановяват покрай директивата на Коминтерна за повсеместно създаване на трудов фронт със селячеството. На референдума за съдене на виновниците от националните катастрофи през 1922 г. земеделците и БКП излизат с обща позиция и разширяват обхвата на обвинението на действащия Държавен съд, с което изпращат в затвора водачите на повечето опозиционни партии.
Същевременно продължават борбите на партията със земеделското правителство за влияние сред бедните слоеве от населението, които на места преминават в открити сблъсъци. Това е сред причините за позицията на неутралитет на БКП при извършването на Деветоюнския преврат от 1923 г. В централното ръководство има силни позиции групата на старите дейци, начело с Димитър Благоев и Тодор Луканов, които смятат, че провеждането на въоръжено въстание е нецелесъобразно. Въпреки позицията на централното ръководство някои партийни организации се присъединяват към стихийно избухналото Юнско въстание.
По-късно, под натиска на Коминтерна и на радикално настроени партийни организации в страната, в началото на август 1923 г. ЦК на БКП взема решение за организиране на ново въстание против режима на Александър Цанков, като се потърси съдействието на БЗНС. Георги Димитров и завърналият се в България Васил Коларов застават начело на Септемврийското въстание от 1923 г. То претърпява неуспех, Г. Димитров и В. Коларов бягат през Кралство Югославия в Съветския съюз и е последвано от масови репресии на правителството срещу БКП и БЗНС. Двете партии участват в коалиция на изборите през ноември 1923 г. за ХХІ Обикновено народно събрание и успяват да спечелят – за БЗНС 30 депутатски места и за БКП (т.с.) 8 места, което е 5,8% от депутатските мандати.
Вследствие от потушаването на Септемврийското въстание много от кадрите на партията са убити, затворени или принудени да емигрират. В тази ситуация възникват разногласия в партийното ръководство между по-умерените, опитващи се да задържат позициите на партията в парламента и местното самоуправление, и левите сектанти, обявяващи се за продължаване на насилствените действия. Новосъздаденият Задграничен комитет на партията във Виена, начело с Георги Димитров, подкрепя крайната левица. Стига се дотам Централният комитет в страната да нареди разпускането на Задграничния комитет и е необходима намесата на Коминтерна, за да се наложи неговата водеща роля като Задгранично представителство на ЦК.
Легалната дейност на БКП (т.с.) е фактически преустановена от властите през януари 1924 г., а въз основа на новоприетия Закон за защита на държавата, през април 1924 г. Върховният касационен съд закрива партията и свързаните с нея организации и национализира имуществото им. По това време партията има около 6000 членове.
Публикуван е извънреден бюджет на държавата и е назначена ликвидационна комисия за имотите на комунистическата
партия. Официалната забрана на партията води до окончателно овладяване на нейните оцелели структури от свързаното със Задграничното представителство нейно ляво крило. Забраната е съпътствана от амнистия, при която са освободени много партийни активисти, осъдени през предишните месеци. На нелегалната Витошка конференция през май 1924 г. е избрано ново партийно ръководство с оглавен от Станке Димитров Политически отдел и новосъздадена Военна организация, начело с Коста Янков.
БКП продължава курса за подготовка на ново въоръжено въстание, като Задграничното представителство планира контрабандното пренасяне в страната на 10 хиляди пушки, 200 картечници и муниции за тях. Тази политика е активно поддържана от Георги Димитров и Васил Коларов с подкрепата на председателя на Коминтерна Григорий Зиновиев, въпреки по-резервираната позиция на съветското ръководство. В противовес на това е организиран военен надзор в Черно море. През август българската брегова охрана залавя кораб с оръжие, идващ от Севастопол, което прави планираните за есента действия невъзможни и те са отложени за следващата пролет.
Междувременно подготовката за въоръжено въстание в България губи поддръжници в съветското ръководство. През януари 1925 г. Васил Коларов, променя позицията си, а през април Димитров, който първоначално възразява срещу отказа от въоръжени действия, е извикан в Москва и се присъединява към позицията на ръководството. На 14 април Димитров и Коларов изпращат изрични указания до партийното ръководство в страната да се прекратят всякакви въоръжени и терористични акции, освен при самозащита. На 16 април, преди пристигането на тези нареждания в София, комунистите извършват Атентата в църквата „Света Неделя“.
Още в началото на 1925 г. партийното ръководство в страната е шокирано от обрата в политиката на Коминтерна и прави безуспешни опити да издейства запазването на курса към въоръжени действия. В същото време властите засилват натиска срещу Военната организация, много от нейните ръководители са арестувани или загиват в сблъсъци. Така остатъците от ръководството, начело с Коста Янков, решават все пак да извършат дълго планирания мащабен терористичен акт. При атентата загиват видни личности и много невинни граждани. Той става повод за вълна от репресии срещу крайната левица, станала известна като Априлски събития, при която са избити и множество видни комунисти.
Разгромът на БКП след атентата става причина нейният Централен комитет да бъде преместен във Виена, а в България остава да действа само Изпълнително бюро. През следващите месеци в партийното ръководство възникват остри конфликти, като Димитров и Коларов са обвинявани в „ляво сектантство“ и предателство за провалите със Септемврийското въстание и Атентата в „Света Неделя“. Изпълнителното бюро дори се опитва да отстрани Георги Димитров и Станке Димитров от Централния комитет, но след четиримесечна анкета е решено, че то няма право да отстранява функционери, назначени от Коминтерна.
Междувременно управляващите се ориентират към либерализация, в знак на което в началото на 1926 г. министър-председателят Александър Цанков е заменен от по-умерения Андрей Ляпчев. Малко след това е обявена амнистия на над 1000 политически затворници, включително комунисти, някои от които се връщат от Съветския съюз.
Тези събития създават условия за възобновяване на легалната дейност на БКП. На свиканата през 1927 г. Конференция на безпартийните работнически групи се създава Работническа партия с печатен орган „Работническо дело“ като легално проявление на БКП. Създадени са и свързаните с нея Работнически младежки съюз и Независими работнически професионални съюзи.
На Втората партийна конференция през 1928 г. група млади активисти, начело с Петър Искров и Никола Кофарджиев, остро критикуват партийните водачи Димитров и Коларов като „десни опортюнисти“ и макар мнозинството от делегатите да не ги подкрепя, успяват да издействат връщането на Централния комитет в България. Конфликтът между двете групи продължава с поредица взаимни доноси пред Коминтерна, който през лятото на 1929 г. се опитва да посредничи между тях в търсене на компромис.
През 1929 г. Работническата партия организира серия големи стачки в България, което донякъде възвръща нейната популярност. На парламентарните избори през 1931 г. печели 170 000 гласа и получава 31 депутатски мандата. На общинските избори през 1932 г. печели мнозинството гласове в Общинския съвет в София, но правителството на Народния блок отказва да даде властта на избрания съвет и организира нови избори.
След Деветнадесетомайския преврат през 1934 г. Българската комунистическа партия отправя призив за обща стачка и въстание, но той остава без последствия. Правителството полага особени усилия за ликвидирането на комунистическите групи в армията и на запазената след забраната на всички партии в страната нелегална комунистическа организация. Над 500 комунисти получават тежки присъди, включително смъртни, десетки са убити, а голям брой са принудени да напуснат страната.
Защитата на Георги Димитров на Лайпцигския процес му донася световна известност и широка популярност в средите на комунистическото движение по света и ръководни позиции в Коминтерна. Възползвайки се от това, както и в поредния обрат в официалната съветска политика, Димитров и Коларов организират чистка в ръководството на БКП, все още контролирано от техни открити противници. В поредица пленуми през 1935 и 1936 г. те са обвинявани във фракционерство и троцкизъм, а няколкостотин пребиваващи в Съветския съюз партийни активисти са съдени в два показни процеса.
За провеждане на новата линия в България, там са изпратени трима функционери на Коминтерна, свързани със съветската политическа полиция – Георги Дамянов, Станке Димитров и Трайчо Костов. Те успяват да овладеят партийната организация в страната, отстранявайки противниците на Георги Димитров, налагайки на Шестия пленум на ЦК в края на 1935 г. инициираната от Димитров и обявена малко по-рано на Седмия конгрес на Коминтерна нова линия на сътрудничество с некомунистически организации, чрез така наречените „единни фронтове“.
През 1938 г., по решение на Централния комитет, нелегалната БКП и легалната Работническа партия сливат дейността си в нова партия под името Българска работническа партия (комунисти).
През 1936 – 1940 г. партията организира множество различни по мащаб стачки. През 1940 г. тя оглавява Соболевата акция в опит да извоюва приемане на предложението на Съветския съюз към България за договор за приятелство и взаимопомощ. Прогерманското правителство на Богдан Филов обаче се ориентира към съюз с Нацистка Германия и отхвърля предложението.
Според Даниела Горчева българските комунисти са единствените, които през ноември 1940-та искат България да влезе в Тристранния пакт.
На 22 юни 1941 г., веднага след нападението на Нацистка Германия в СССР, БРП призовава народа да не сътрудничи на правителството и на германските войски. На 24 юни партията обявява курс на въоръжена борба. БРП оглавява дейността на терористичните бойни групи и партизанското движение в България, издава нелегални вестници и брошури. Тя участва в организирането на Отечествения фронт и като част от него се обявява за излизане на България от Тристранния пакт и присъединяване към антихитлеристката коалиция.
На 26 август 1944 г., въодушевено от успешното настъпление на Червената армия към Балканите, ръководството на БРП издава Окръжно № 4, в което призовава всички свои дейци да подготвят въоръжено въстание с цел „събаряне на монархо-фашистката диктатура“. След като на 5 септември СССР обявява война на България, на 6 септември започва завземане на населени места в страната от партизански формирования и бойни групи. На 7 септември са разбити затворите в Плевен и Варна и са освободени политическите затворници. Рано сутринта на 9 септември 1944 г. военни части, преминали на страната на ОФ, подпомогнати от партизански отряди и бойни групи, завземат ключовите пунктове в София и свалят правителството на Константин Муравиев.

### В държавната власт (1944 – 1989)
Съставено е правителство, начело с Кимон Георгиев, в което БРП (комунисти) (за пръв път се представя с това си име), БЗНС Пладне и ПК „Звено“ участват с равен брой министри. Властта по места в страната е поета от комитети на ОФ, доминирани от комунисти и леви земеделци. На 6 октомври 1944 г. правителството утвърждава Наредба-закон за съдене от народен съд на виновниците за въвличането на България във войната. На 20 декември 1944 г. е приета Наредба-закон за трудово-възпитателните общежития за политически опасните лица.
Дейци на БРП, най-вече бивши партизани, са повсеместно назначени на влиятелния пост помощник-командир по време на участието на България във Втората световна война срещу Хитлеристка Германия. След приключването на процесите на Народния съд през април 1945 г. започва създаването на множество лагери на територията на страната и избиването на голям брой политически противници.
През 1945 г. правителството организира парламентарни избори. По мнението на опозицията и на западните съюзници те са силно манипулирани и тя ги бойкотира. Под натиска на САЩ и Великобритания чрез представителите им в Съюзната контролна комисия ОФ се съгласява да включи в правителството опозиционни водачи, но преговорите с тях се провалят. През март 1946 г. е създадено ново правителство на ОФ, начело с Кимон Георгиев. По време на тази изборна кампания за пръв път получават изборни права жените и военнослужещите. В парламента за пръв път са избрани 14 жени. През 1945 г. се провежда разширен пленум на БКП, където се установява партийният стаж и социалното положение на 94 от общо 120 членове на Областните комитети на БКП. По социално положение работници са 38 от членовете (включително индустриални и занаятчийски работници), 50 са интелигенция (50 са студенти и др., 13 са учители, 2 са инженери, 3 са счетоводители, 3 са адвокати, 1 лекар и 1 техник), 3 са дребни собственици (селски стопани), 3 са занаятчии. По партиен стаж преобладават хората с 11 до 15 години – 38 души, следвани от тези с 6 до 10 години – 21 души и 21 – 25 години – 16 души. От 16 до 20 години стаж имат 6 души, 1 до 5 години стаж имат 10 души и с най-много партиен стаж от 26 до 30 години са 3 души.
През 1946 г. БРП (к), заедно с другите партии от ОФ, инициира и провежда референдум за държавното устройство на България – дали тя да бъде република или монархия. Всички партии в страната застават зад републиканското устройство и резултатите от референдума са 92,7% в полза на републиката. Преследвани и постепенно разгромени са нелегалните организации ВМРО, „Цар Крум“, „Хан Кубрат“, Съюз на българските национални легиони и други.
Скоро след това са проведени избори за Велико народно събрание, спечелени с голямо мнозинство от ОФ. Съставено е правителство, доминирано от БРП (к) с министър-председател Георги Димитров. ВНС отменя Търновската конституция и приема нова, републиканска конституция, станала известна като Димитровска конституция.
През 1947 г., с помощта на съветското правителство, БРП (к) преминава към установяване на тоталитарен контрол над държавната власт (пълен политически контрол, политическа диктатура): на основата на Наредба-закон за защита на народната власт започва преследването на политическата опозиция. Нейните водачи са хвърлени в затвори и лагери, а самите партии – закрити. Репресирани по различен начин са видните опозиционни политици Никола Петков, Цвети Иванов, Кръстьо Пастухов, Трифон Кунев.
Отечественофронтовските партии БРСДП (ш.с.) и НС „Звено“ се вливат в компартията или Отечествения фронт и признават програмата ѝ. Единствените законни партии в страната остават БРП (к) и нейният коалиционен партньор БЗНС. Земеделците, под ръководството на Георги Трайков, се отказват от съсловната теория на Александър Стамболийски, приемат програмата на БРП (к) и признават нейната ръководна роля.
Към времето на провеждане на 5-ия конгрес на БКП в края на 1948 г. партията се е превърнала в несменяема властваща партия в страната. На този конгрес тя приема името Българска комунистическа партия.
След скъсването на отношенията между Коминформбюро, в което участва и България, и Югославия през лятото на 1948 г. в БКП започват масови чистки на партийни членове, подозирани в симпатии към югославската политика. Това става в обстановка на конфликти между различни клики вътре в партията – „вътрешни“ дейци срещу завърнали се от Съветския съюз, млади срещу стари и други.
След смъртта на генералния секретар Георги Димитров през юли 1949 г. основните претенденти за поста му са Васил Коларов, Вълко Червенков, Антон Югов и Георги Чанков. Взето е решение ръководството на партията да е до голяма степен колективно и действащо под преките напътствия на Йосиф Сталин, като за първи секретар на ЦК е избран Червенков, зет на Георги Димитров.
През 1949 г. протича нова кампания на вътрешни чистки, от юли до средата на септември над 11 хиляди комунисти са изключени от БКП. Сред жертвите на прочистването е и най-видният „вътрешен“ деец на партията Трайчо Костов. На политически процес, с помощта на показанията на Цола Драгойчева, той е осъден на смърт и обесен през декември 1949 г.
През 1949 г. парламентарните избори са проведени в отсъствието на каквато и да било опозиция. ОФ печели 97,66% от гласовете. От тази изборна кампания нататък изборите са превърнати във формалност. Държавният и партийният апарат се срастват.
През следващите години БКП извършва значителни промени в обществения и икономическия живот на България. В политическата област практически премахва гражданските права и свободи и репресира противопоставящите се на тоталитарната система хора. Официално страната се управлява от коалицията Отечествен фронт, в който партньор е БЗНС (казионен), но безспорна водеща роля има БКП, въз основа на което някои определят системата като еднопартийна.
През 1954 г. за първи секретар на ЦК е избран Тодор Живков. Вълко Червенков и Антон Югов са последователно отстранени по обвинения в сталинизъм след смъртта на Йосиф Сталин и разобличаването му от Никита Хрушчов в СССР.
В икономическата област почти всички предприятия са национализирани със закон в края на 1947 г. Започва интензивен процес на индустриализация. По-късно, с други закони (Закон за трудовата поземлена собственост и Закон за отчуждаване на едрата градска покрита недвижима собственост от 1948 г.) започва постепенното ограничаване на жилищната и поземлената собственост на българските граждани.
Започва се „доброволна“ колективизация в земеделското стопанство, образувани са трудово-кооперативни земеделски стопанства. След провала на т.нар. „доброволна колективизация“ и потушаването на съпротивата на българските земеделци (т.нар. „Кулски събития“ през 1951 – 1952 г.) след Априлския пленум от 1956 г. БКП, под ръководството на Тодор Живков, предприема курс на т. нар. „масовизация“ и през 1956 – 1958 г., чрез различни способи на агитация и убеждаване е напълно ликвидирана частната поземлена собственост и частните земеделски стопанства. През 1970-те години са създадени т.нар. обединени ТКЗС и аграрно-промишлени комплекси.
Българската икономика като цяло се намира в период на стабилност при управлението на БКП. България успява бързо да се възстанови от разрушенията от войната и да постигне невиждани дотогава икономически резултати. Безработицата е сведена до абсолютен минимум, макар и с цената на неефективност на работата и бюрокрация. Относителната стабилност до голяма степен е осигурена от икономическата подкрепа на СССР, който осигурява пазар за българската продукция, важни суровини на преференциални (понякога) цени, периодично предоставя безвъзмездни помощи.
В замяна на това по време на Студената война България е най-верен съюзник на Съветския съюз. През 1949 г. тя е сред основателите на Съвета за икономическа взаимопомощ, а през 1955 г. – на Организацията на Варшавския договор. През 1960-те години ръководството на БКП, начело с Тодор Живков, полага усилия за подобряване на отношенията със СССР при новото му ръководство начело с Леонид Брежнев. Давайки си сметка за невъзможността да се реализира такова предложение, Живков предлага на Хрушчов България да се присъедини към Съюза на съветските социалистически републики. Съветите отказват, но там вече са убедени, че в лицето на Живков имат верен съюзник. България остава единствената източноевропейска съюзническа страна, в която няма съветски войски.
Заедно с военни формирования от Организацията на Варшавския договор български военни части участват в ликвидирането на Пражката пролет в Чехословакия през 1968 г. Български военни инструктори са изпратени на страната на Виет Мин във Виетнамската война в помощ на социалистически Виетнам. Българските висши училища дават образование на множество младежи от Третия свят. Български специалисти и работници преподават, работят и изграждат големи строителни обекти в СССР, Африка и Арабския свят.
По време на краткотрайна кампания, инспирирана от Йосиф Сталин, през 1940-те години над 250 000 българи в Пиринска Македония са обявени за етнически македонци заради сближаването с Титова Югославия и проекта за създаване на Балканска федерация. Известно време след провала на проекта за федерация, БКП се отказва от позициите на македонизма, но официално запазва мълчание. По време на мартенския пленум на ЦК на БКП през 1963 г. позицията по македонския въпрос от 1940-те години е официално отречена.
По отношение на Западните покрайнини, БКП следва постоянна политика в защита на българския им характер. Издействано е преподаване на български в тамошните училища, през 1940-те години известно време се преподава по български учебници. През 1968 г. се прави опит за изграждане с пари от България на електроцентрала в района на Босилеград.
По отношение на малцинствените въпроси БКП също променя политиката си с течение на времето. В първите години след 9 септември 1944 г. БКП позволява на много български турци и евреи да се изселят съответно в Турция и Израел. През 1951 г. Политбюро на ЦК на БКП взема Решение за подобряване на работата на партията сред турското население. На турското малцинство са предоставени широки права за самоопределение. В районите с преобладаващо турско население се позволява изучаването на турски език, излъчват се радиопрограми на турски, създават се турски културни състави. Турските младежи влизат с привилегия във висшите училища. До края на 1970-те години са сключени няколко изселнически спогодби с Турция.
След посещение на турския президент в София, на което той заявява, че повече няма да се сключват изселнически спогодби, отношенията между България и Турция се изострят едновременно с тези между правителството и турското население. През 1980-те години БКП организира т. нар. Възродителен процес за смяна на турско-арабските имена на българските турци, българите-мохамедани и изповядващите исляма цигани с български имена.
След 1985 г. България изпада в икономическа стагнация. Ръководството на БКП възприема линията на „гласност“ и „преустройство“ (на руски: „гласность“ и „перестройка“) на новия партиен и държавен ръководител в СССР Михаил Горбачов.
В периода 1944 – 1989 г. БКП увеличава членската си маса около 40 пъти, като към края на 1989 г. тя наброява около 1 милион членове. Някои хора се присъединяват към БКП веднага след 9 септември 1944, тъй като не са имали възможност да го направят, докато тя е била в нелегалност. Голям брой хора обаче се присъединяват от кариеристични подбуди и заради големите привилегии на членовете на БКП в обществото. Самата процедура по членство е доста бюрократизирана и сложна, което създава условия за развитието на корупция и шуробаджанащина при осъществяването ѝ. Първичните партийни организации по месторабота или местоживеене са основен инструмент за пълен контрол върху дейността на предприятията от страна на БКП, както и за намеса в бита на хората. Затова едно от първите искания на опозицията на Кръглата маса е тяхното разформироване.

### Трансформиране в БСП (1989 – 1990)
На Ноемврийския пленум (1989) ЦК на БКП приема предложената още през 1988 г. оставка на Тодор Живков от поста генерален секретар на ЦК на БКП. С това фактически се слага начало на процеса на демократизация. Смяната на Т. Живков е поставена на дневен ред от група членове на Политбюро, всичките партизани от неговата бригада „Чавдар“: Димитър Станишев, Йордан Йотов и Добри Джуров. За нов лидер на партията е избран Петър Младенов. Новото ръководство обявява курс към демократични реформи и развитие на пазарна икономика.
В началото на 1990 г. на ХІV извънреден конгрес ръководството на БКП се обявява за промяна на ценностната система на партията, обновление в духа на плурализма и демокрацията и възприемане на демократичния социализъм като основна идеология. Конгресът приема „Манифест за демократичен социализъм“ и нов устав. На мястото на Централния комитет се появява нов ръководен орган – Висш партиен съвет, оглавен от Александър Лилов, и се предлага смяна на името на партията. След предварителен вътрешнопартиен референдум, одобрил промяната, БКП се преименува на Българска социалистическа партия на 3 април 1990 г.
При преименуването си БСП се обявява открито за социалдемократическа партия, без да се отказва от придобивките, които запазва като наследство от своята предшественица. По-късно със закон имуществото на управлявалите партии БКП и БЗНС, както и на ДКМС и частично на Българските професионални съюзи, е конфискувано.
След 1990 г. възникват нови партии и формации, които се именуват Българска комунистическа партия (или с производни имена от нейните названия през годините), като претендират да са наследници на нейните традиции и идеология – например Българска комунистическа партия (с председател Владимир Спасов), Съюз на комунистите в България, Комунистическа партия на България, Партия на българските комунисти и др.

## Организационна структура

### Партийни конгреси
Конгресите и националните конференции приемат програмата и устава на партията, утвърждават отчетите за изминалите периоди, разработват директиви и решения за по-нататъшната дейност. Избират централните ръководни органи на партията.

### Централен комитет
Централният комитет на БКП е висш ръководен орган, който действа между конгресите.

### Партийни лидери
- Димитър Благоев (1919 – 1924)
- Васил Коларов (1924 – 1933)
- Георги Димитров (1933 – 1949)
- Вълко Червенков (1949 – 1954)
- Тодор Живков (1954 – 1989)
- Петър Младенов (1989 – 1990)
- Александър Лилов (1990 – 1990)

## Партийна реторика
Няколко години след завземането на държавната власт в България на 9 септември 1944 г., управляващата коалиция на Отечествения фронт от 5 партии е свита до коалиция на БКП и БЗНС при отсъствие на други партии (поради саморазпускане и забрана). По този начин фактически е наложен модел на двупартийна система в политическата система на страната. В конституцията на държавата изрично е записана ръководната роля на БКП, поради което периодът на управление начело с БКП впоследствие е наричан от нейните критици „тоталитарен“ и „комунистически“. Според идеологическата доктрина на БКП обаче в страната, докато тя е на власт, се строи и се развива социалистическо общество, след изграждането на което следва етап на строителство (както в СССР) на безкласово комунистическо общество.
През период на двупартийно управление на страната под „Партията“ се разбира единствено и само БКП (за разграничение от БЗНС, който е съюз по име, макар да е политическа партия). В официални документи и в средствата за масова информация се ползва формулировката „Партията и Правителството“ се употребява главно през периода 1944 – 1956, като след периода на идването на власт на Тодор Живков в средствата за масова информация вече се използва термина Партийно и Държавно ръководство което включва Генерален секретар на ЦК на БКП (до 1981 г. Първи секретар на ЦК на БКП), членове и кандидат-членове на Политбюро, Секретариата на ЦК на БКП – включващ секретари на ЦК на БКП, Постоянно присъствие на БЗНС, включващо Секретар на БЗНС, Секретари на Постоянното присъствие на БЗНС и Членове на Постоянното присъствие на БЗНС, Председател, заместник-председатели и членове на Държавния съвет на НРБ и председател, заместник-председатели на Министерския съвет и министри (членове на Министерския съвет на НРБ) като обобщение за висшите ръководни органи на Народна република България. Пример за съществуващата партийно-държавна реторика и йерархия на властта е споменаването на двете партии и държавните органи в медиите след провеждане на съвместни мероприятия за важни за страната въпроси, както и присъствието на трибуната на Мавзолея на Георги Димитров на 9 септември (националния празник на НРБ), 1 май (Ден на труда), 7 ноември (Деня на Великата Октомврийска социалистическа революция и национален празник на СССР) и 24 май (Ден на славянската писменост и култура) на Генералния секретар на ЦК на БКП, членовете и кандидат-членовете на Политбюро и секретарите на ЦК на БКП, секретаря на БЗНС и секретарите на Постоянното присъствие на БЗНС, председателя и заместник-председателите на Държавния съвет на НРБ и председателя и заместник-председателите на Министерския съвет на НРБ, като лицата, заемащи тези длъжности присъстват подредени така и на всички официални президиуми на партийни и държавни мероприятия. Друг такъв пример, касаещ официалната идеология на комунистическо-земеделското братство и единство е книгата – двутомник на Тодор Живков със заглавие :„Партията е вярна на своите верни съюзници“, която Генералния секретар на ЦК на БКП издава във време отбелязващо редица кръгли годишнини – по случай 40 годишнината от събитията на 9 септември 1944 г., 1300 годишнината от създаването на българската държава, 100 годишнината на БЗНС. Друг пример легитимиращ Политбюро, секретариата на ЦК на БКП и Постоянното присъствие на БЗНС както и ръководствата на Държавния съвет на НР България и Министерския съвет на НР България е награждаването на членовете на ръководствата на двете партии и държавното ръководство с най-високия орден на НР.България – орден „Георги Димитров“ при навършване на 50 и 60 години, и награждаването на 7 септември 1984 г. с другия най-висок орден на НРБ – орден „13 века България“ на Генералния секретар на ЦК на БКП, членовете и кандидат-членовете на Политбюро, секретарите на ЦК на БКП, секретаря на БЗНС, секретарите на Постоянното присъствие на БЗНС, членовете на ПП на БЗНС, председателя, заместник-председателите и членовете на Държавния съвет на НР България и председателя, заместник-председателите и членовете (министрите) на Министерския съвет на НРБ, за което е прието специално решение на Политбюро на ЦК на БКП и Постоянното присъствие на БЗНС като това е първото награждаване с този орден, откакто е създаден – 1981 г. и в следващи години с него са награждавани по изключение някои чуждестранни партийни и държавни ръководители, активни борци против фашизма и капитализма, един военен деец, писатели, художници и деятели на изкуството. Разбира се също пример за съществуващите атрибути на партийно-държавната власт е и обслужването на Генералния секретар на ЦК на БКП, на членовете и кандидат-членовете на Политбюро, секретарите на ЦК на БКП, секретаря на БЗНС и секретарите на Постоянното присъствие на БЗНС с луксозни държавни автомобили от Управление за безопасност и охрана-УБО, така както и председателя, заместник-председателите и членовете на Държавния съвет на НРБ и председателя, заместник-председателите и членовете (министрите) на Министерския съвет на НР България, а така също и разполагането от лицата, заемащи тези високи длъжности на високочестотен специален телефон в домовете им наричан петолъчка. От друга страна пример за използваната терминология за периода 1944 – 1956 е изказване от 1948 г. на Вълко Червенков:
„Партията и Правителството не можеха да поверят развитието на изобразителните изкуства и на всички изкуства в ръцете на една, която и да било, група от деятели, организирани корпоративно, откъснати фактически от партийното ръководство. И областта на културния фронт трябва да се ръководи от Партията.“

## Коалиционен партньор
Коалиционния партньор на БКП в НРБ е БЗНС (казионен), а двете партии съставляват Отечествения фронт в периода 1948 – 1990. Коалицията от 1971 г. е на конституционна основа, тъй като съгласно чл. 1, ал. 3 от Конституцията на НР България: Българската комунистическа партия ръководи изграждането на развито социалистическо общество в Народна република България в тясно братско сътрудничество с Българския земеделски народен съюз и така двете партии имат ръководна роля в държавата.

## Печатни издания
Началото на социалистическия печат се поставя с вестник „Работник“. Първият му брой излиза във Велико Търново на 1 ноември 1892 г. Той прави обществено достояние създаването на БСДП, която е най-ранният предшественик на БКП. Следват:
- в-к „Социалист“
- в-к „Работнически вестник“ (1897 – 1937)
- в-к „Работническо дело“ (1927 – 1990), преименуван (1990) в „Дума“
- сп. „Ново време“

## Участия в избори

### Парламентарни
| година       | избори                  | гласове   | %     | резултат  |
| ------------ | ----------------------- | --------- | ----- | --------- |
| 1919         | Народно събрание        | 119 395   | 18,5% | 47 / 237  |
| 1920         | Народно събрание        | 184 616   | 20,4% | 50 / 232  |
| април 1923   | Народно събрание        | 203 972   | 19,3% | 16 / 245  |
| ноември 1923 | Народно събрание        | 8437      | 0,8%  | 2 / 247   |
| 1927         | Народно събрание        | 29 210    | 2,5%  | 0 / 261   |
| 1931         | Народно събрание        | 168 281   | 13,0% | 31 / 273  |
| 1939         | Народно събрание        | 170 252   | 8,0%  | 10 / 160  |
| 1945         | Народно събрание        | —         | —     | 94 / 276  |
| 1946         | Велико Народно събрание | 2 264 852 | 53,9% | 278 / 465 |
| 1949*        | Народно събрание        | 4 588 996 | 99,9% | 241 / 241 |
| 1953*        | Народно събрание        | 4 981 594 | 99,8% | 249 / 249 |
| 1957*        | Народно събрание        | 5 204 027 | 99,9% | 247 / 247 |
| 1962*        | Народно събрание        | 5 461 224 | 99,9% | 321 / 321 |
| 1966*        | Народно събрание        | 5 744 072 | 99,9% | 414 / 414 |
| 1971*        | Народно събрание        | 6 154 082 | 99,9% | 268 / 400 |
| 1976*        | Народно събрание        | 6 369 762 | 99,9% | 272 / 400 |
| 1981*        | Народно събрание        | 6 519 674 | 99,9% | 271 / 400 |
| 1986*        | Народно събрание        | 6 639 562 | 99,9% | 276 / 400 |

- От 1949 г. до 1986 г. е част от коалицията Отечествен фронт.